# إخوة الغابة
أخوة الغابة (و يُعرفون أيضًا باسم أخوان الغابة وأخوّة الغابة) (بالإستونية: metsavennad، باللاتيفية: mežabrāļi، بالليتوانية: miško broliai)، مجموعات بارتيزان إستونية ولاتفية ولتوانية انخرطت في حرب عصابات ضد التواجد السوفيتي إبان احتلال الاتحاد السوفيتي لدول البلطيق الثلاثة أثناء وعقب الحرب العالمية الثانية، كما قامت في حركات تمرّد مماثلة في دول أوروبا الشرقية الشيوعية معادية للتواجد السوفيتي والشيوعي كما كان الحل في رومانيا وبولندا وبلغاريا وغرب أوكرانيا.
كان الجيش الأحمر قد احتل دول البلطيق المستقلة فيما بين عامي 1940 و1941 وبعد فترة من الاحتلال النازي لتلك الدول خلال السنوات الأولى للحرب السوفيتية الألمانية تمكن الاتحاد السوفيتي من إعادة احتلال دول البلطيق فيما بين عامي 1944 و1945، بعدها وصلت السياسة الستالينية القمعية ذروتها خلال السنوات القليلة التالية مما دفع بأكثر من 50,000 من مواطني تلك الدول إلى اللجوء لمناطق الغابات والاحتماء بها وجعلها قاعدة عسكرية لهم لشن الهجمات على القوات السوفيتية.
من جانبها اختلف تعداد وتشكيل هذه العصابات المسلحة، من مجرّد مجموعة أفراد مسلّحين ذاتيًا بغرض الدفاع عن النفس إلى ميليشيات هائلة العدد مجهّزة ومنظّمة قادرة على الاشتباك مع القوات السوفيتية في معارك داخل الغابات.

## طالع أيضًا
- بارتيزان لاتفيون
- بارتيزان لتوانيون
- غورياني
- صليبيون (عصابة مسلحة)
- ليشني
- حركة المقاومة الرومانية المناهضة للشيوعية
- الجنود الملاعين
- إيفان باغراميان
- حركة المقاومة الإستونية المناهضة للألمان 1941-1944
- جيش المتمردين الأوكرانيين
- عملية بريبوي
- احتلال دول البلطيق

## قراءة مفصّلة
- Daumantas, Juozas L. "Fighters for Freedom", Manyland Books, New York, December 1975. ISBN 0-87141-049-4
- Laar، Mart (1992). War In The Woods. Washington, DC: Howells House. ISBN:978-0-929590-09-7.
- Razgaitis, Darius. Forest Brothers from the West, research thesis, 2002.
- Rieber, Alfred J. (2003). Civil Wars in the Soviet Union. Kritika: Explorations in Russian and Eurasian History 4.1, 129–162.
- Smit, Mikie (1865). "The Legend of The Forest"
- Vardys, V. Stanley. Lithuania Under the Soviets: Portrait of a Nation, 1940–65, F. A. Praeger, New York, 1965.

## وصلات خارجية
- Could the Baltic States have resisted to the Soviet Union? – Forum discussion, includes many links and pictures of Lithuanian partisans
- Genocide and Resistance Research Centre of Lithuania
- Lithuanian Tauras District Partisans and Deportation Museum
- Museum of Occupations of Estonia
- Occupation Museum of Latvia
- Crimes of Soviet Communists – Wide collection of sources and links
- Vienui Vieni ("Utterly Alone") – 2004 film about the Lithuanian Forest Brothers, based on the real life events of Juozas Lukša aka Juozas L. Daumantas
- What Happened in Lithuania in 1940? – Article by Alfred Erich Senn
- War Chronicle of the Partisans – Chronicle of Lithuanian partisans, June 1944 – May 1949, prepared by Algis Rupainis